# 壽耆
宗室壽耆（穆麟德轉寫：Uksun Šeofu；1859年11月29日—20世纪？，咸豐九年十一月初六日辰時－？），字子年，號紹吟、芝巖，又號艾伯。清朝政治人物、宗室，屬正藍旗第六族溥字輩。光緒九年癸未（1883年）科榜眼，授翰林院編修，官至慶親王內閣理藩部大臣，授荆州将军（未到任）。

## 經歷
光緒元年（1875年）：四月，授四品廕生。
四年（1875年）：五月，授筆帖式。
五年（1879年）己卯舉人。壽耆师从咸豐二年壬子（1852）科舉人、光緒二年丙子（1876）恩科進士、正蓝旗汉军胡俊章（据清崇彝，《道咸以来朝野杂记》），其诗作录入胡俊章辑《春明诗课汇选》；胡俊章与壽耆之父嵩森顺天乡试同榜。
光緒九年（1883年）癸未科榜眼。授翰林院編修。
十三年（1887年）：四月，授翰林院侍讀學士。
十八年（1892年）：七月，授詹事府右庶子。十二月，轉補左庶子。
十九年（1893年）：六月，授詹事府少詹事。
二十年（1894年）：二月二十四日，擢詹事府詹事，充鄉試監臨。破獲作弊考生周秉義等人，並移交刑部審理。奏請議處遺失試卷的考官王學伊等人。九月十七日，遷內閣學士，兼禮部侍郎銜。
二十四年（1898年）：七月二十日，以內閣學士署理禮部左侍郎。
二十六年（1900年）：八月十六日自內閣學士遷理藩院左侍郎。九月，兼正白旗蒙古副都統。
二十八年（1902年）：理藩院左侍郎。二月，署理鑲白旗漢軍副都統。三月，署理鑲黃旗護軍統領。
二十九年（1903年）：三月，以理藩院左侍郎署理戶部右侍郎，兼管錢法堂事務。八月，以理藩部左侍郎派充安徽學政。仍兼正白旗蒙古副都統。
三十年（1904年）：理藩部左侍郎、正白旗蒙古副都統。十一月，調補鑲藍旗滿洲副都統。十二月，派出值年大臣。
三十一年（1905年）：正月二十三日，改吏部右侍郎。六月十八日，遷都察院滿左都御史；七月，充外城工巡局管理工巡事務大臣。
三十二年（1906年）：左都御史；正月，補授鑲紅旗蒙古都統。九月二十日改組官制，隔日由滿左都御史改任命為理藩部尚書，兼參預政務大臣。
三十四年（1908年）：六月，處理廓爾喀朝貢貢使歸國事宜。九月，辦理達賴喇嘛入覲陛見事宜，二十日負責帶領達賴謁見太后，二十五日奏報賜宴達賴喇嘛之禮節。十月代達賴喇嘛奏請叩謁梓宮。十一月，奏報達賴喇嘛呈請向宣統帝朝賀及進貢、受封、西藏奏事權限、離京起程等事由；奏陳喀爾喀蒙古進呈貢物；值班之蒙古王公、回部王公叩謁梓宮事宜。十二月，奏報內外扎薩克蒙古王公行賞與謁見事宜；代章嘉呼圖克圖奏請叩謁梓宮並進貢物、哲布尊丹巴呼圖克圖進呈貢物。
宣統元年（1909年）：正月，代喀爾喀圖什業圖汗部達什呢瑪與部落署盟長察克都爾扎布等差人奏請於梓宮前進呈貢物並請安、朝賀登基事由；代喀喇沁王奏請入學聽講、留京當差。閏二月，奏報籌辦藩部所屬憲政改制事宜。三月，代喀爾喀車臣汗部部落盟長多爾濟帕拉穆等奏請於梓宮前進呈貢物、請安進貢等事由；四月，代喀爾喀三音諾彥部部落王公等奏請於梓宮前進呈貢物。六月，奏報喀爾喀扎薩克圖汗部部落盟長等差人進呈貢物；代阿拉善親王呈請開濬在西蒙的利源。十月，奏陳敖漢左旗扎薩克郡王出缺、無嗣，遴選承襲人員事項；十一月奏報達賴喇嘛回到拉薩的日期。
二年（1910年）：仍任理藩部尚書。二月，奏明遵照旨意設立憲政籌備處等事；四月，奏陳擬定諮議官開列清單呈覽。
三年（1911年）：四月十日任命為奕劻內閣理藩部大臣。閏六月二十一日改授荊州將軍，未赴任，八月二十八日留京待命。
民國元年（1912年）之後隱居。

## 家庭及關聯
- 七世祖：常寧，順治帝第五子，和碩恭親王。
- 六世祖：多羅僖敏貝勒海善，常寧第三子。
- 五世祖：宗室隆靄，海善第一子，官三等侍衛。
  - 胞兄宗室祿穆布，后代有道光十八年（1838年）戊戌科进士傳臚宗室靈桂。
- 高祖父：宗室存誠，隆靄第九子，官至二等侍衛。
  - 胞兄宗室敦福。其女愛新覺羅氏，嫁镶黄旗满洲戴佳氏嵩瞻（道光三十年（1850年）庚戌科进士晋康之伯祖父；孙儿广林之妻曹氏，其胞兄正红旗汉军、同治甲戌（1874）科進士保昌 (同治進士)，表兄正蓝旗汉军、光緒二年（1876年）丙子恩科进士胡俊章）。
  - 胞兄宗室谦益。后代有光绪二年（1876年）丙子恩科进士会章。
- 曾祖父：宗室福昌保，存誠第二子，閑散。
- 祖父：宗室和悅，福昌保第三子，閑散。
- 父：宗室松森，同治四年進士，官至理藩院尚書。
- 母：巴禹特氏，嵩森正室，正黄旗蒙古、道光乙巳（1845）进士柏春之女。
- 胞姊愛新覺羅氏，嫁散秩大臣、镶黄旗满洲阿魯特氏葆初（其父崇綺获同治四年乙丑（1865）科狀元）。宗室松森与崇綺进士同榜。
- 胞姊愛新覺羅氏，嫁正藍旗滿洲、理藩院左侍郎費莫氏志顏（其父武英殿大學士文達公文煜）。

### 妻妾
- 正室：棟鄂氏，福培之女。
- 側室：章氏，章寶立之女。
- 側室：王氏，王懷之女。

### 子女
- 長子：宗室維武（1884年－1885年），正室棟鄂氏出，早卒。
- 次子：宗室繼武（1886年－1888年），正室棟鄂氏出，早卒。
- 三子：宗室國泰（1894年－1895年），庶王氏出，早卒。
- 四子：宗室曾佑（1921年－？），庶章氏出。
- 养女愛新覺羅氏（其生父光緒二年（1876年）丙子恩科二甲进士、正蓝旗宗室會章（字東橋）；生母他塔喇氏，其父镶红旗满洲長啟，祖父陕甘总督裕泰，堂妹光绪帝珍妃），嫁正黃旗蒙古鄂卓爾氏熙棟（父光緖十二年丙戌（1886）科進士榮慶）。